# Rimeize (Fluss)
Die Rimeize ist ein Fluss in Frankreich, der im Département Lozère in der Region Okzitanien verläuft. Sie entspringt in der Landschaft Aubrac, im östlichen Gemeindegebiet von Brion, entwässert in vielen Richtungsänderungen durch den Regionalen Naturpark Aubrac generell nach Osten, unterquert nördlich von Aumont-Aubrac die Autobahn A75 und mündet nach insgesamt rund 37 Kilometern im gleichnamigen Gemeindegebiet von Rimeize als linker Nebenfluss in die Truyère.

## Orte am Fluss
(Reihenfolge in Fließrichtung)
- Malbouzon
- Fau-de-Peyre
- Rimeize